# البطولات الوطنية الأمريكية 1896 (كرة مضرب)
قائمة بالأبطال في 1896 البطولات الوطنية الأمريكية لكرة المضرب (المعروفة الآن باسم أمريكا المفتوحة):

## الكبار

### فردي رجال
روبرت ورين هزم  فريد هوفي 7-5 3-6 6-0 1-6 6-1

### فردي سيدات
إيليزابيث مور هزم  جولييت أتكاينسن 6-4, 4-6, 6-2, 6-2